# NGC 6312
NGC 6312 је галаксија у сазвежђу Херкул која се налази на NGC листи објеката дубоког неба.
Деклинација објекта је + 42° 17' 17" а ректасцензија 17h 10m 48,1s. Привидна величина (магнитуда) објекта NGC 6312 износи 14,4 а фотографска магнитуда 15,4. NGC 6312 је још познат и под ознакама MCG 7-35-40, CGCG 225-60, NPM1G +42.0459, PGC 59751.